# التبت

علم التبت من 1920 إلى 1925.

علم الجيش التبتي من سنة 1914 وإلى 1951.

خريطة تبين التبت (شاملاً كافة الأراضي التي يطالب بها) وكلها حالياً تحت حكم الصين.

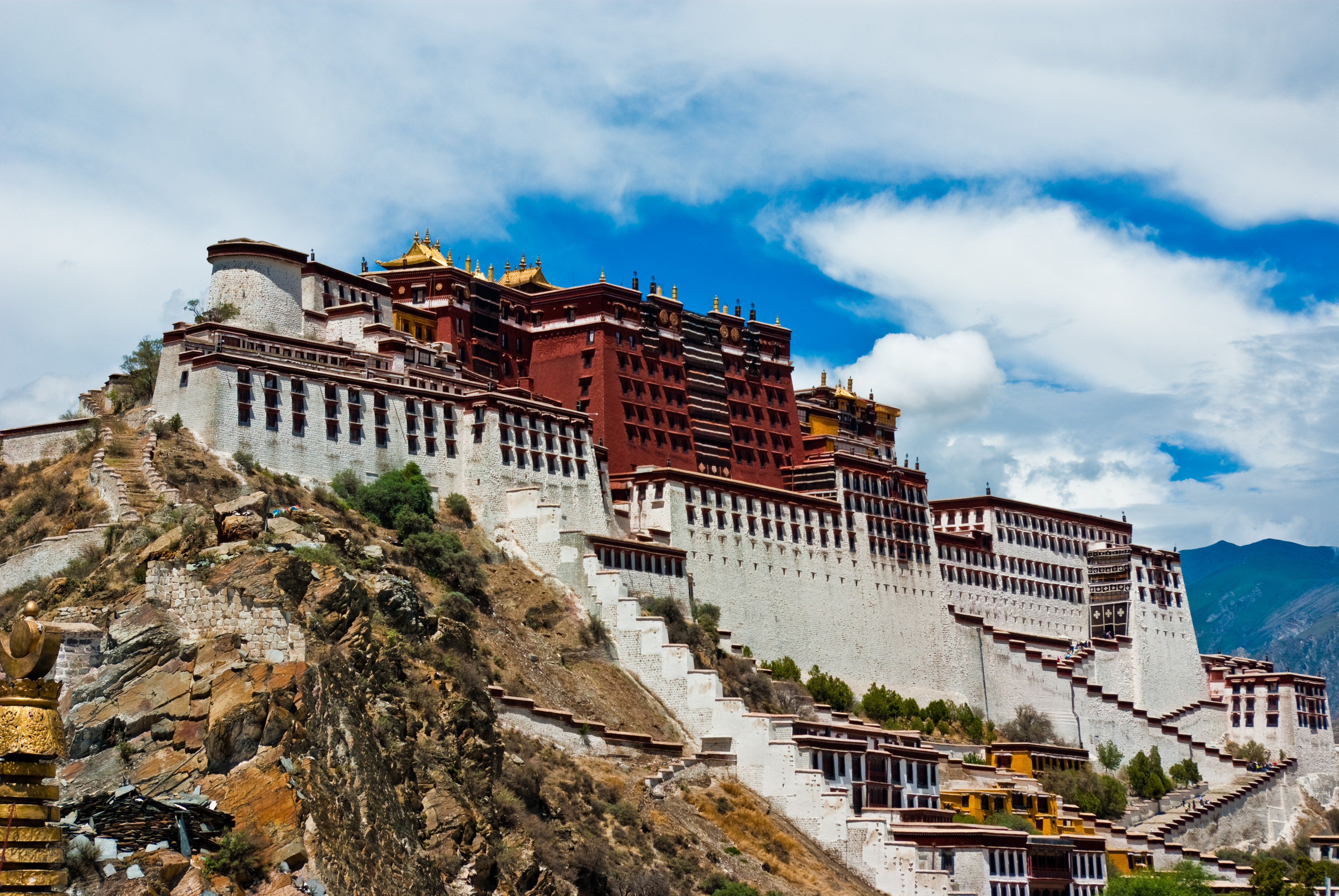
قصر بوتالا في لاهاسا.

التُبَّتُ (تبتية: བོད་، Bod، تلفظ pö; صينية: 西藏، بنيانية: Xīzàng) هي منطقة ودولة سابقة في آسيا الوسطى وموطن الشعب التبتي. بمعدل ارتفاع 4900 متر، تسمى أحيانا بـ«سقف العالم». وعندما يتحدث التبتيون والحكومة التبتية في المنفى عن التبت فهم يشيرون إلى المنطقة الواسعة التي شكلت التبت التاريخية لقرون، مكونة من مقاطعات أمدو، خام وأو-تسانج حتى 7 أكتوبر عام 1950 بعد انتصار الجيش الصيني على الجيش التبتي في معركة شامدو وضم التبت إلى الإدارة الصينية. وعندما تتحدث الحكومة الصينية (والجهات الحكومية الرسمية للدول الأخرى) عن التبت، فإنهم يشيرون إلى منطقة تتمتع بالحكم الذاتي تسمى منطقة التبت ذاتية الحكم. وهي تشكل مقاطعة أوتسانج السابقة وغرب خام، والمناطق التبتية التقليدية الأخرى تم دمجها في الحدود الحالية لمقاطعة قنخهاي، غانسو، يونان وسيشوان. وحكومة جمهورية الصين الشعبية تقول بتبعية المناطق المسيطر عليها هنديا من مقاطعة آروناخال براديش، وهو أمر لا تقره الحكومة التبتية في المنفى.
لم يستسلم شعب التبت للحكم الصيني فثار في 10 مارس 1959، في ما يعرف بانتفاضة التبت التي انطلقت من لاسا، عاصمة التبت، والتي هي تحت سيادة الصين حاليا، حينما ضمتها إليها في معركة 1950. بالرغم من أن الحدث أعلن على يد الدلاي لاما ال14 في 1959، الا ان بدايات الصراع المسلح قد بدأت بين المتمردين وجيش التحرير في 1956، في منطقتي كنجبا وأمدو التي جرى احتوائها وتحويلها إلى النمط الاشتراكي. ثم انتشرت حروب العصابات في التبت، وانتهت في عام 1962.
منذ 1959، قامت الحكومة التبتية السابقة، بقيادة الدالاي لاما الرابع عشر تينزن غياتسو، قامت بالحفاظ على حكومة تبتية في المنفى في دارامسالا في شمال الهند. وهي تقول بحقها بالسيادة على التبت، بحدود تطلق عليها هذه الحكومة «التبت التاريخية».
لاهاسا، عاصمة التبت التقليدية كما هي عاصمة منطقة التبت المحكومة ذاتيا. مدن أخرى في التعريف الأوسع للتبت تشمل شيغاتسه، غيانغسه، كامدو وغيرها.

## الأسماء
الاسم التبتي لأرضهم، بود (བོད་)، يعني «التبت» أو «هضبة التبت»، على الرغم من أنه يعني في الأصل المنطقة الوسطى حول لاسا، والمعروفة الآن في التبت باسم Ü (དབུས). المعيار التبتي نطق بود ([pʰøʔ˨˧˨]) مكتوب على النحو التالي: Bhö في Tournadre النسخ الصوتي. Bö في النسخ الصوتي المبسط THL ؛ وبوي في بينيين التبتية. يعتقد بعض العلماء أن أول إشارة مكتوبة إلى بود («التبت») كانت شعب البوتاي القدماء المسجلين في الأعمال المصرية اليونانية Periplus للبحر الإريثري (القرن الأول الميلادي) والجغرافيا (بطليموس، القرن الثاني الميلادي)، نفسها من السنسكريتية شكل بهاوا من التقاليد الجغرافية الهندية.
الاسم الأجنبي الصيني القياسي الحديث للمنطقة التبتية العرقية هو Zangqu (الصينية: 藏区 ؛ بينيين: Zàngqū)، والتي تشتق من الكناية من منطقة Tsang حول Shigatse بالإضافة إلى إضافة لاحقة صينية qū (区)، مما يعني 'المنطقة، حي، منطقة، وارد. يُشار إلى شعب التبت ولغتهم وثقافتهم، بغض النظر عن المكان الذي ينتمون إليه، باسم Zang (الصينية: 藏 ؛ بينيين: Zàng)، على الرغم من أن المصطلح الجغرافي Xīzàng غالبًا ما يقتصر على منطقة التبت ذاتية الحكم. تمت صياغة مصطلح Xīzàng خلال عهد أسرة تشينغ في عهد الإمبراطور جياكينغ (1796-1820) من خلال إضافة البادئة xī (西 ، «الغرب») إلى Zang.
هو أشهر اسم صيني في العصور الوسطى للتبت هو توبو (الصينية: 吐蕃 ؛ أو توبي، 土 蕃 أو توفان، 土番). ظهر هذا الاسم لأول مرة في الأحرف الصينية مثل 土番 في القرن السابع (لي تاي) وفي القرن العاشر (كتاب تانغ القديم، الذي يصف 608-609 مبعوثين من ملك التبت نامري سونغتسين إلى الإمبراطور يانغ من سوي). في اللغة الصينية الوسطى التي تم التحدث بها خلال تلك الفترة، كما أعاد ويليام إتش باكستر، نطق 土番 thux-phjon ، ونُطق 吐蕃 thux-pjon (مع النغمة التي تمثل x). [11]
تشمل الأسماء الصينية ما قبل الحديثة للتبت:
Wusiguo (الصينية: 烏斯 國 ؛ بينيين: Wūsīguó)
Wusizang (الصينية: 烏斯 藏 ؛ بينيين: wūsīzàng)
Tubote (الصينية: 圖伯特 ؛ بينيين: Túbótè)
Tanggute (الصينية: 唐 古 忒 ؛ بينيين: Tánggǔtè)
تعود الكلمة الإنجليزية Tibet أو Thibet إلى القرن الثامن عشر. [13] ويتفق علماء اللغة التاريخي عموما أن أسماء «التبت» في اللغات الأوروبية هي الكلمات المستعارة من سامية Ṭībat أو Tūbātt (العربية: طيبة، توبات، العبرية: טובּה، טובּת)، في حد ذاته المستمدة من بالتركية Töbäd (الجمع من توبان)، حرفيا «ذا هايتس».

## لغة
يصنف اللغويون عمومًا اللغة التبتية على أنها لغة تبتية بورمية من عائلة اللغة الصينية التبتية على الرغم من أن الحدود بين «التبتية» وبعض لغات الهيمالايا الأخرى قد تكون غير واضحة. وفقًا لماثيو كابشتاين:

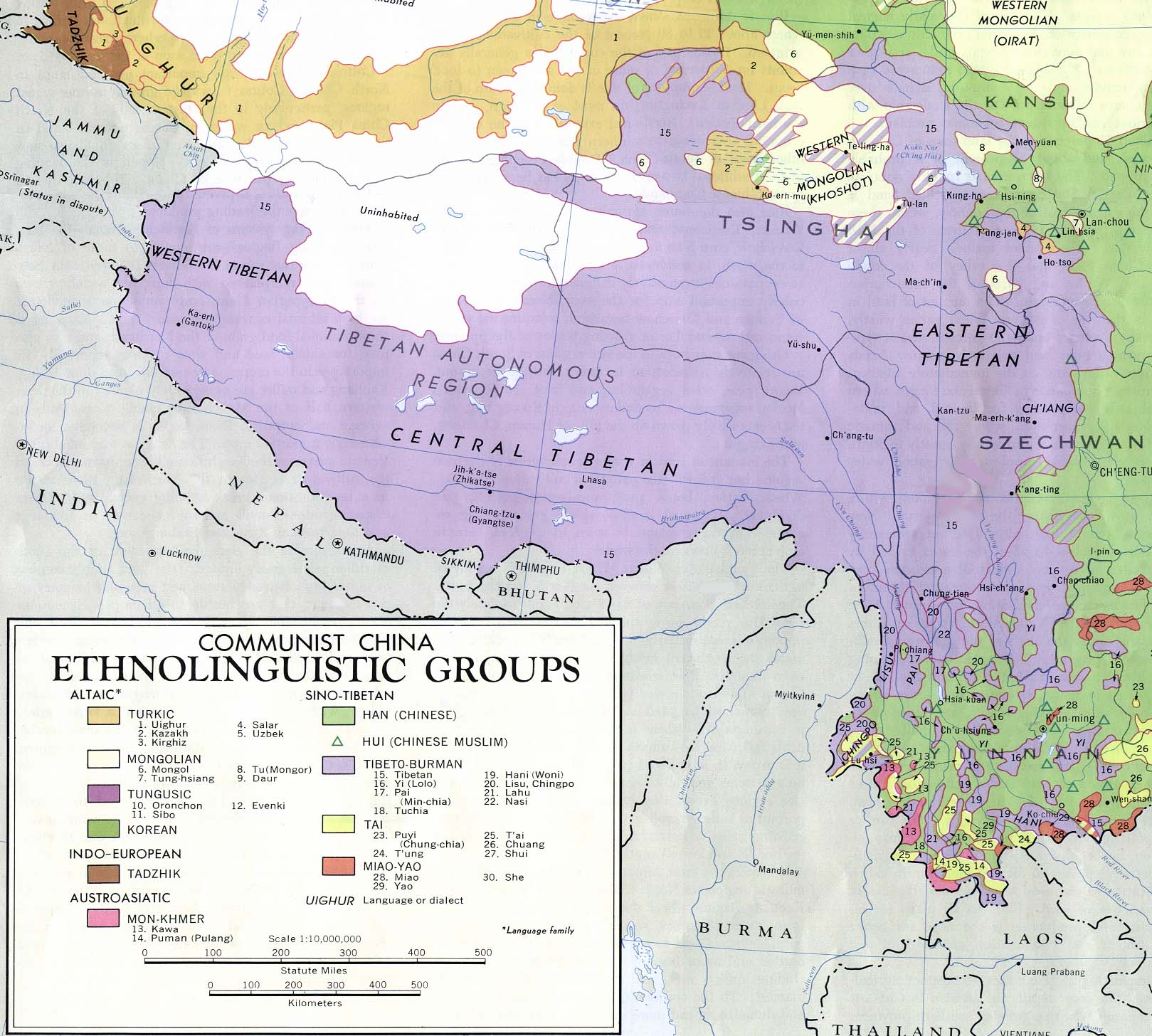
خريطة عرقية لغوية للتبت

من منظور علم اللغة التاريخي، فإن اللغة التبتية تشبه إلى حد بعيد اللغة البورمية بين اللغات الرئيسية في آسيا. من خلال تجميع هذين اللغتين مع اللغات الأخرى ذات الصلة على ما يبدو والتي يتم التحدث بها في أراضي الهيمالايا، وكذلك في مرتفعات جنوب شرق آسيا والمناطق الحدودية الصينية التبتية، خلص علماء اللغة عمومًا إلى وجود عائلة من اللغات التبتية البورمية. الأمر الأكثر إثارة للجدل هو النظرية القائلة بأن عائلة التبت البورمية هي نفسها جزء من عائلة لغوية أكبر تسمى الصينية التبتية، ومن خلالها يعتبر التبتيون والبورميون أبناء عمومة بعيدون للصين.
على الرغم من أن اللغة التبتية المنطوقة تختلف باختلاف المنطقة، فإن اللغة المكتوبة، القائمة على اللغة التبتية الكلاسيكية، متسقة طوال الوقت. ربما يرجع ذلك إلى التأثير طويل الأمد للإمبراطورية التبتية، التي احتضنت (وامتدت في بعض الأحيان إلى ما هو أبعد من ذلك) المنطقة اللغوية التبتية الحالية، والتي تمتد من شمال باكستان في الغرب إلى يونان وسيشوان في الشرق، ومن شمال بحيرة تشينغهاي جنوبا حتى بوتان. للغة التبتية نصها الخاص الذي تشترك فيه مع Ladakhi و Dzongkha ، وهو مشتق من نص Brāhmī الهندي القديم.
ابتداء من عام 2001، تم توحيد لغات الإشارة المحلية للصم في التبت، ويتم الآن الترويج للغة الإشارة التبتية في جميع أنحاء البلاد.

## التاريخ

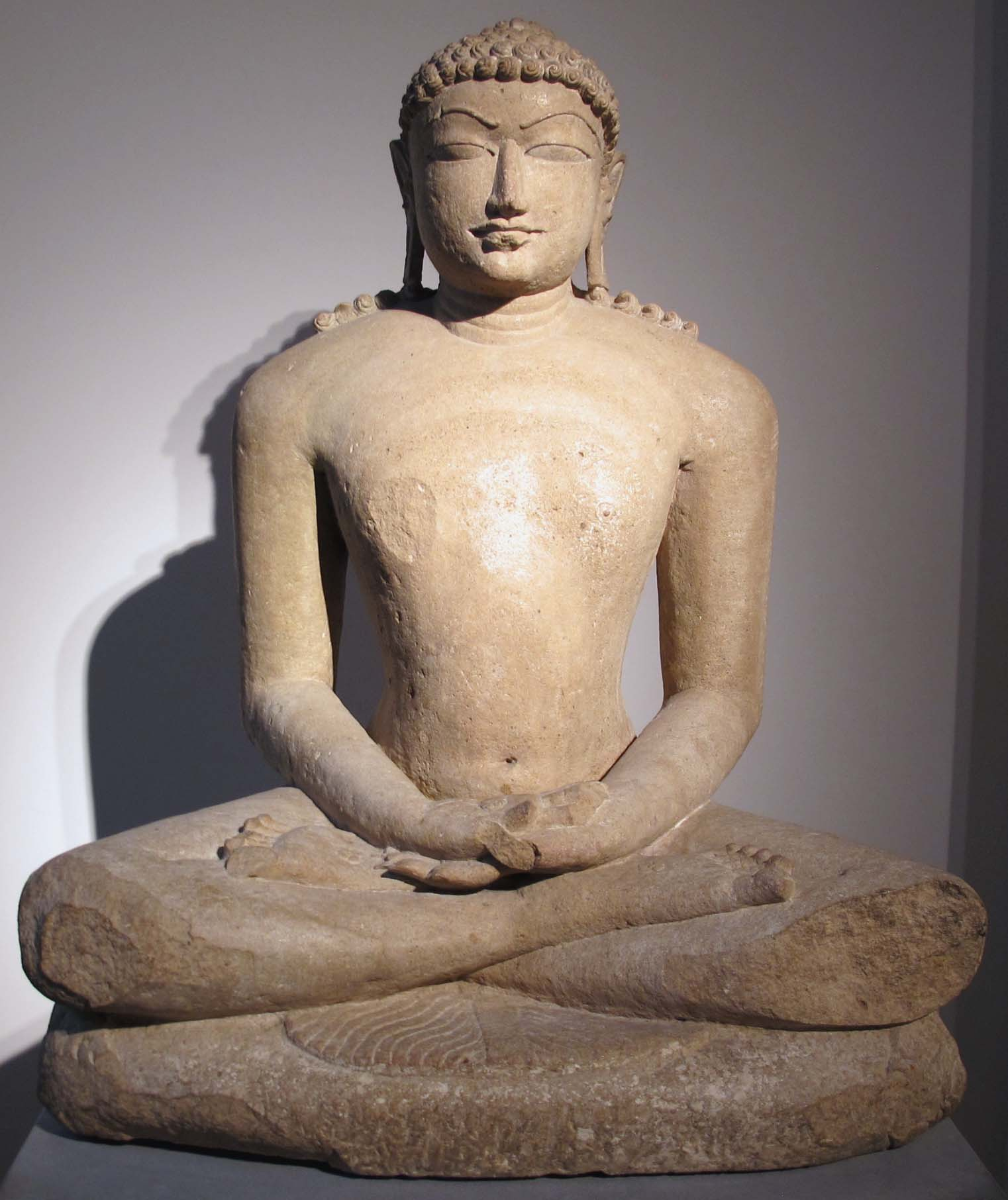
ريشاباناثا مؤسس الجانية حقق نيرفانا بالقرب من جبل كايلاش في التبت

### التاريخ القديم

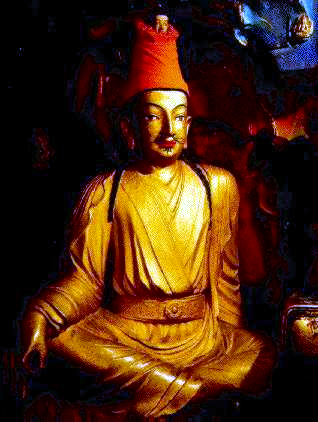
الملك سونغتسين جامبو

سكن البشر هضبة التبت منذ 21000 عام على الأقل. وقد تم استبدال هؤلاء السكان إلى حد كبير قبل حوالي 3000 سنة مضت من قبل المهاجرين من العصر الحجري الحديث من شمال الصين، ولكن هناك استمرارية جينية جزئية بين سكان العصر الحجري القديم وسكان التبت المعاصرين.
تحدد أقدم النصوص التاريخية التبتية ثقافة تشانغ تشونغ كشعب هاجر من منطقة أمدو إلى ما يعرف الآن بمنطقة غوج في غرب التبت. وتعتبر تشانغ تشونغ الموطن الأصلي لديانة بون. وبحلول القرن الأول قبل الميلاد نشأت مملكة مجاورة في وادي يارلونغ، وحاول ملك يارلونغ دريغوم تسينبو إزالة تأثير نفوذ زهانج جونج، وذلك عن طريق طرد كهنة زانج بون من يارلونج. فتم اغتياله واستمر تشانغ تشونغ في هيمنته على المنطقة حتى تم ضمها من قبل سونغتسين جامبو في القرن السابع. وقبل سونغتسين جامبو كان ملوك التبت أسطوريين أكثر من كونهم واقعيين، ولا توجد أدلة كافية على وجودهم.

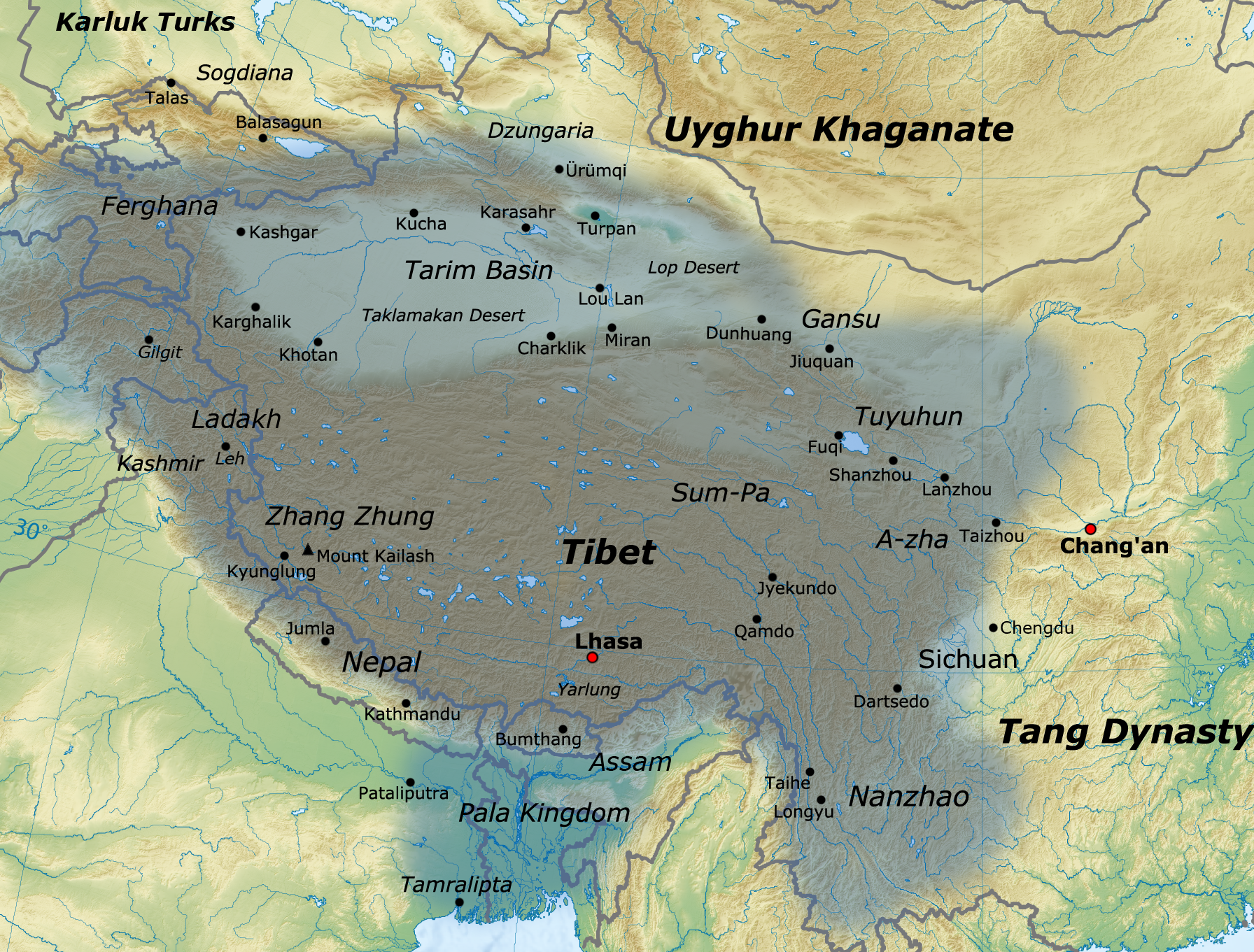
خريطة الإمبراطورية التبتية في أقصى امتداد لها بين ثمانينيات وتسعينيات القرن السابع الميلادي

### إمبراطورية التبت
يبدأ تاريخ التبت الموحدة بحكم سونغتسين جامبو (604-650 م) والذي وحد أجزاء من وادي نهر يارلونغ وأسس الإمبراطورية التبتية. كما قام بالعديد من الإصلاحات وانتشرت قوة التبت بسرعة، وخلقت إمبراطورية كبيرة وقوية. ويُعتقد تقليديًا أن زوجته الأولى كانت أميرة نيبال بريكوتي، وقد لعبت دورًا كبيرًا في تأسيس البوذية في التبت. وفي عام 640 تزوج من الأميرة وينشنغ، ابنة أخت الإمبراطور الصيني تايزونغ من الصين التانغية.
في عهد الملوك التبتيين القلائل التاليين، أصبحت البوذية ديانة الدولة وازدادت قوة التبت بشكل أكبر على مناطق كبيرة من آسيا الوسطى، بينما تم تحقيق غزوات كبيرة في الأراضي الصينية، حتى وصلت إلى عاصمة تانغ وهي تشانغآن (شيان الحديثة) في أواخر 763. ومع ذلك استمر الاحتلال التبتي لمدينة تشانغآن لمدة خمسة عشر يومًا فقط، وبعد ذلك هزمهم تانغ وحليفه الأويغور خاقانات التركي.

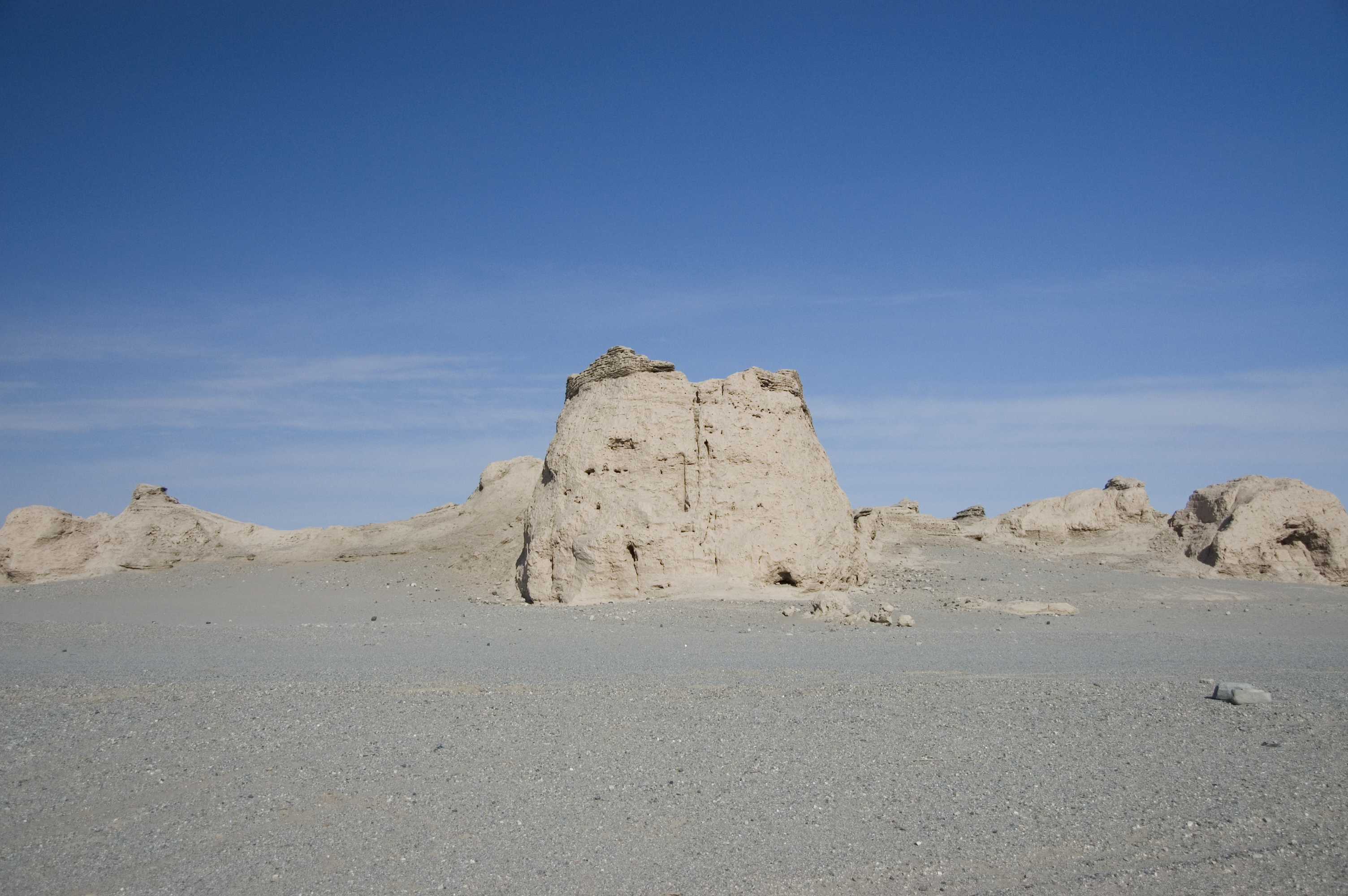
حصن ميران (Miran fort)

ظلت مملكة نانتشاو (في يونان والمناطق المجاورة) تحت سيطرة التبت من 750 إلى 794، عندما انقلبوا على أسيادهم التبتيين وساعدوا الصينيين على إلحاق هزيمة خطيرة بالتبتيين.
في عام 747 تم تخفيف قبضة التبت من خلال حملة الجنرال قاو شيانزي، والذي حاول إعادة فتح الاتصالات المباشرة بين آسيا الوسطى وكشمير. وبحلول عام 750 فقد التبتيون جميع ممتلكاتهم في آسيا الوسطى تقريبًا لصالح الصينيين. ومع ذلك وبعد هزيمة جاو شيانزي على يد العرب وقارلوق في معركة طلاس (751) والحرب الأهلية اللاحقة المعروفة باسم ثورة آن لوشان (755)، انخفض النفوذ الصيني بسرعة واستؤنف النفوذ التبتي.
وبلغت الإمبراطورية التبتية ذروة مجدها في الثمانينيات من القرن السابع عشر حتى التسعينيات من القرن الماضي عندما حكمت وسيطرت على منطقة تمتد من أفغانستان الحديثة وبنغلاديش وبوتان وبورما والصين والهند ونيبال وباكستان وكازاخستان وقرغيزستان وطاجيكستان.
في عام 821/822 م وقعت التبت والصين معاهدة سلام. وهناك وصف ثنائي اللغة لهذه المعاهدة بما في ذلك تفاصيل الحدود بين البلدين، منقوش على عمود حجري يقف خارج معبد جوخانغ في لاسا. واستمرت التبت كإمبراطورية في آسيا الوسطى حتى منتصف القرن التاسع، عندما أدت حرب أهلية على الخلافة إلى انهيار الإمبراطورية التبتية. والفترة التي تلت ذلك تُعرف تقليديًا باسم عصر الانقسام، عندما انقسمت السيطرة السياسية على التبت بين أمراء الحرب الإقليميين والقبائل التي لا تتمتع بسلطة مركزية مهيمنة. ثم وقع غزو إسلامي من البنغال عام 1206.

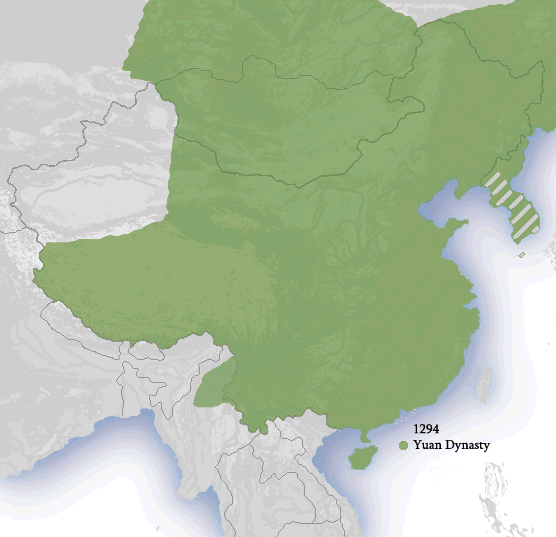
سلالة المغول يوان، ج. 1294.

### أسرة يوان
حكمت سلالة المغول يوان التبت من خلال مكتب الشؤون البوذية والتبتية، أو تشوينجون يوان، من خلال حكم إداري رفيع المستوى. وكان أحد أهداف القسم هو اختيار dpon-chen («المسؤول العظيم»)، الذي يعينه عادة اللاما ويؤكده الإمبراطور المغولي في بكين. احتفظت ساكيا لاما بدرجة من الحكم الذاتي، حيث عملت كسلطة سياسية في المنطقة، بينما احتفظت دبون تشين بالسلطة الإدارية والعسكرية. وظل حكم المغول في التبت منفصلاً عن المقاطعات الرئيسية في الصين، لكن المنطقة كانت موجودة تحت إدارة أسرة يوان. إذا دخلت ساكيا لاما في صراع مع دبون تشين، فإن دبون تشين لديها سلطة إرسال القوات الصينية إلى المنطقة.
احتفظت التبت بالسلطة الاسمية على الشؤون السياسية الدينية والإقليمية، بينما أدار المغول حكمًا هيكليًا وإداريًا على المنطقة، معززة بتدخل عسكري نادر. كان هذا موجودًا كـ «هيكل دياركي» تحت إمبراطور اليوان، مع القوة في المقام الأول لصالح المغول. اكتسب الأمير المنغولي خودين السلطة المؤقتة في التبت في أربعينيات القرن الرابع عشر ورعى ساكيا بانديتا، التي أصبح مقرها عاصمة التبت. أصبح دروغون تشوجيال فاغبا، ابن أخ ساكيا بانديتا، المستقبِل الإمبراطوري لقوبلاي خان مؤسس سلالة يوان.
وانتهت سيطرة اليوان على المنطقة بإسقاط مينغ لليوان وثورة تاي سيتو تشانغتشوب جيالتسن ضد المغول. بعد الانتفاضة، أسس تاي سيتو تشانغتشوب جيالتسين سلالة فاغمودروبا، وسعى للحد من تأثيرات اليوان على الثقافة والسياسة التبتية.

### سلالات فاجمودروبا ورينبونجبا وتسانغبا
بين عامي 1346 و1354، أطاح تاي سيتو تشانغتشوب جيالتسين بساكيا وأسس سلالة فاغمودروبا. شهدت الثمانين عامًا التالية تأسيس مدرسة جيلوج (المعروفة أيضًا باسم القبعات الصفراء) من قبل تلاميذ جي تسونغكابا، وتأسيس أديرة غاندين ودريبونج وسيرا المهمة بالقرب من لاسا. ومع ذلك أدى الصراع الداخلي داخل السلالة والمحلية القوية لمختلف الإقطاعيات والفصائل السياسية والدينية إلى سلسلة طويلة من الصراعات الداخلية. سيطرت عائلة الوزير رينبونجبا ومقرها تسانغ (غرب التبت الوسطى)، على السياسة بعد عام 1435. وفي عام 1565 أطاحت بها أسرة تسانغبا الحاكمة في شيغاتسي التي وسعت قوتها في اتجاهات مختلفة من التبت في العقود التالية وفضلت طائفة كارما كاغيو.

## جغرافية المنطقة

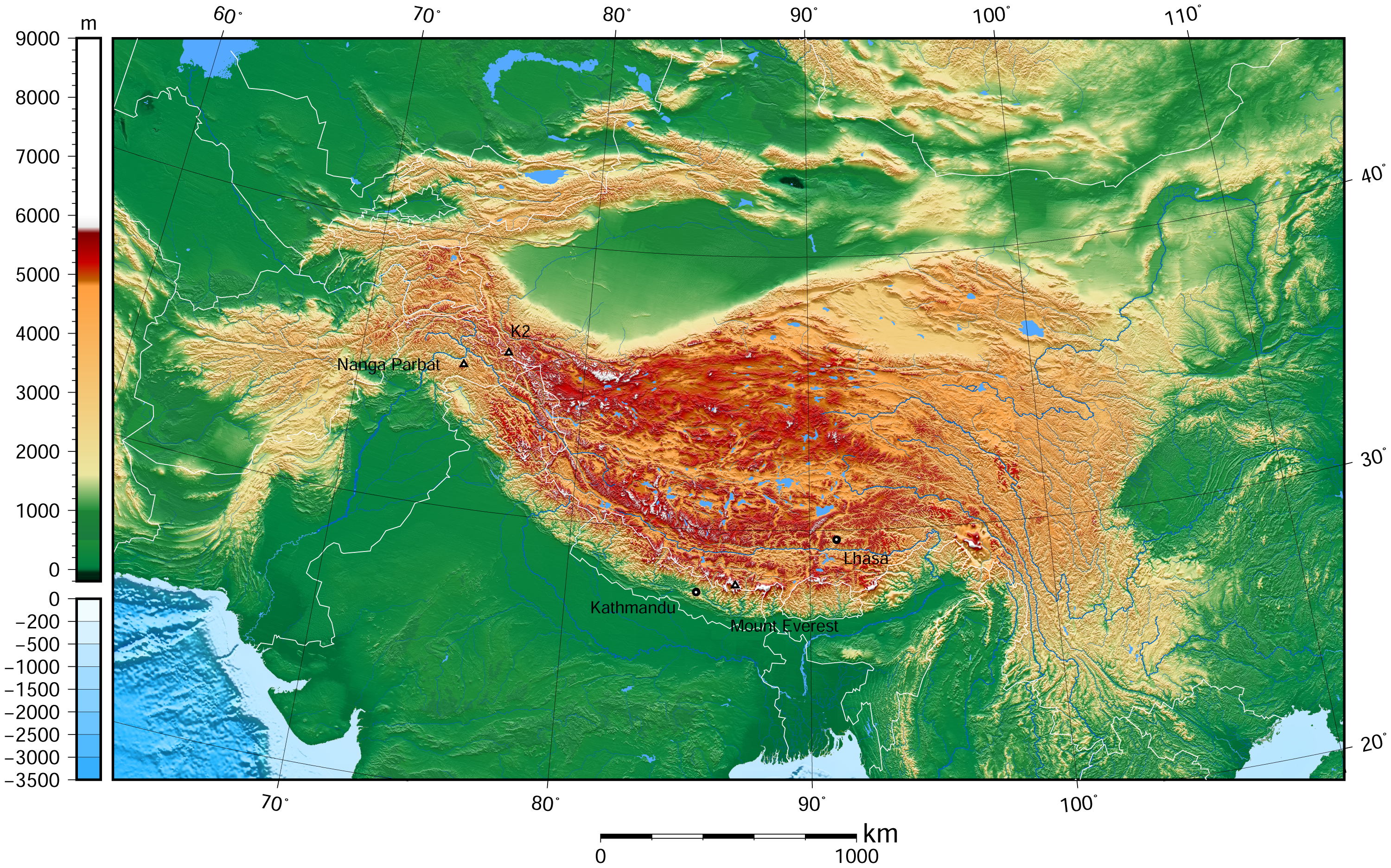
هضبة التبت والمناطق المحيطة بها فوق 1600 م - طبوغرافيا. وكثيرًا ما يطلق على التبت اسم «سقف العالم».

تعتبر كل الصين الحديثة بما في ذلك التبت، جزءًا من شرق آسيا. وتاريخيًا اعتبرت بعض المصادر الأوروبية أيضًا أن أجزاء من التبت تقع في آسيا الوسطى. تقع التبت غرب سهل وسط الصين وداخل الصين القارية، تعتبر التبت جزءًا من 西部 (Xībù)، وهو مصطلح يترجمه الإعلام الصيني عادة باسم «القسم الغربي» أي «غرب الصين».
التبت بها بعض من أطول الجبال في العالم، والعديد منها في قائمة العشرة الأوائل. إذ يقع جبل إيفرست على الحدود مع نيبال، على ارتفاع 8848 مترًا (29.029 قدمًا)، وهو أعلى جبل على وجه الأرض. وتوجد عدة أنهار رئيسية منبعها في هضبة التبت (معظمها في مقاطعة تشينغهاي الحالية).

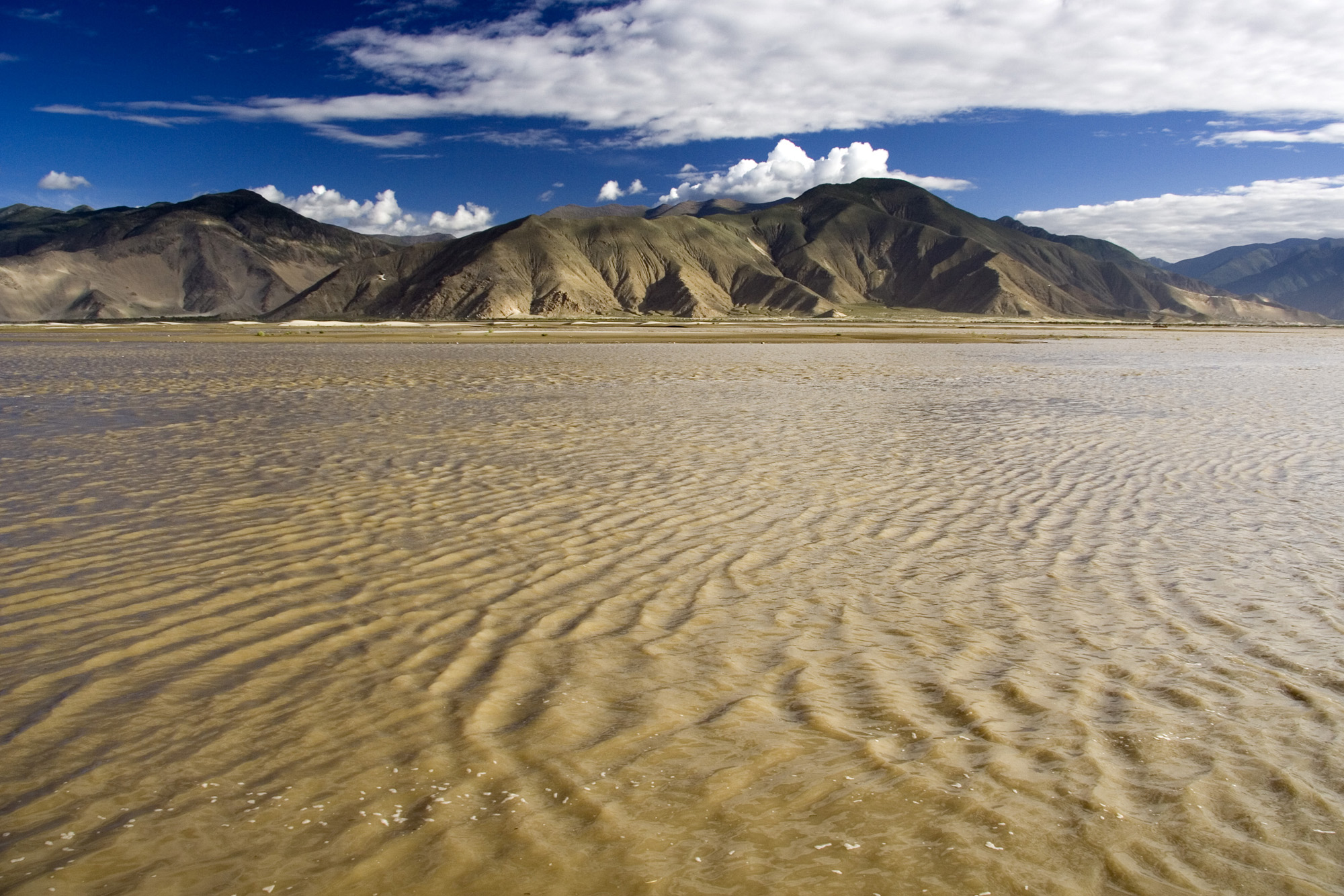
نهر يارلونج تسانجبو

وتشمل هذه نهر اليانغتسي والنهر الأصفر ونهر إندوس ونهر ميكونج ونهر الغانج ونهر سالوين ونهر يارلونج تسانجبو (نهر براهمابوترا). إذ يعد الوادي الضيق والضخم يارلونج تسانجبو على طول نهر يارلونج تسانجبو، من بين أعمق وأطول الوديان في العالم.

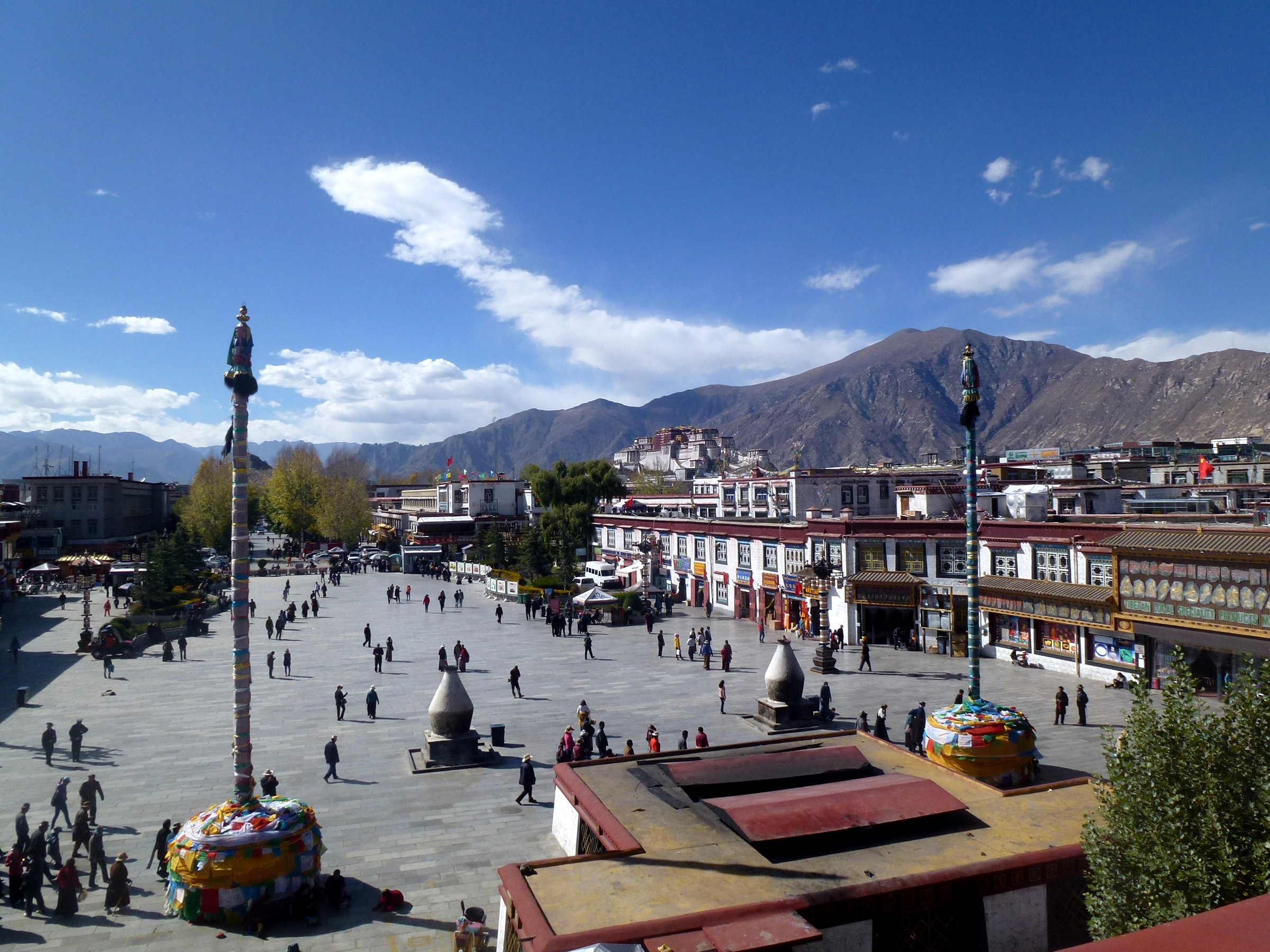
النظر عبر الساحة في معبد جوخانغ، لاسا

أطلق على التبت اسم «برج الماء» في آسيا، وتستثمر الصين بكثافة في مشاريع المياه في التبت.

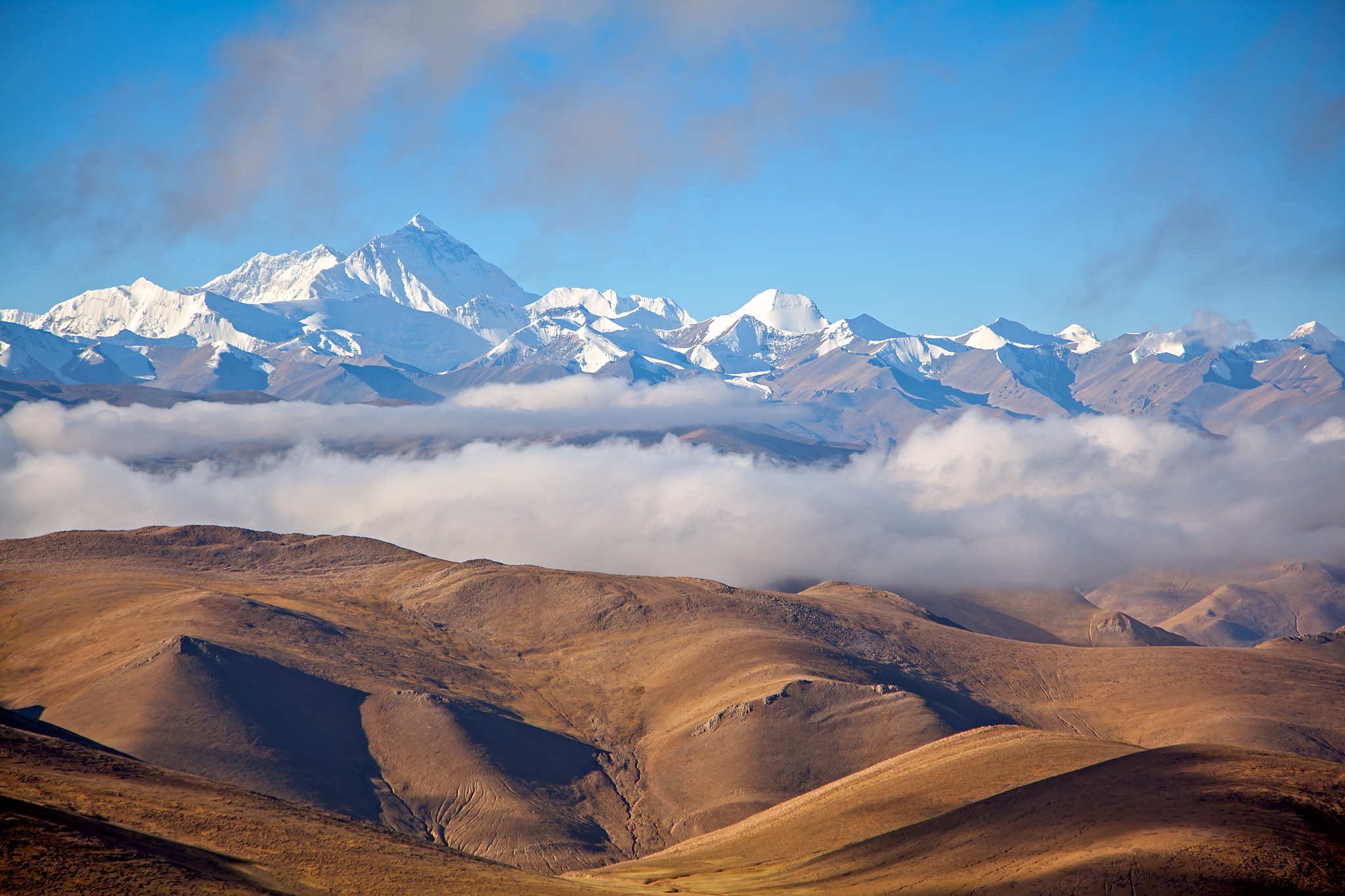
جبال الهيمالايا على الحافة الجنوبية لهضبة التبت

ينبع نهرا السند وبراهمابوترا من المناطق المجاورة لبحيرة مابام يومكو في التبت الغربية، بالقرب من جبل كايلاش. ويُعتبر الجبل موقع حج مقدس لكل من الهندوس والتبتيين. يعتبر الهندوس الجبل أنه يكون مسكن اللورد شيفا. والاسم التبتي لجبل كايلاش هو كانغ رينبوتشي. التبت لديها العديد من البحيرات على ارتفاعات عالية يشار إليها في التبت باسم تسو tso أو كو co. وتشمل هذه بحيرة تشينغهاي وبحيرة ماناساروفار ونامتسو وبانغونغ تسو وبحيرة يامدروك وسيلينج كو وبحيرة لامو لا تسو وبحيرة لوماجانجدونج كو وبحيرة بوما يومكو وبحيرة بايكو وبحيرة كومو شاملينج وبحيرة راكشاستال وداغزي كو ودونغ كو. وتُعتبر بحيرة تشينغهاي (كوكو نور) هي أكبر بحيرة في جمهورية الصين الشعبية.

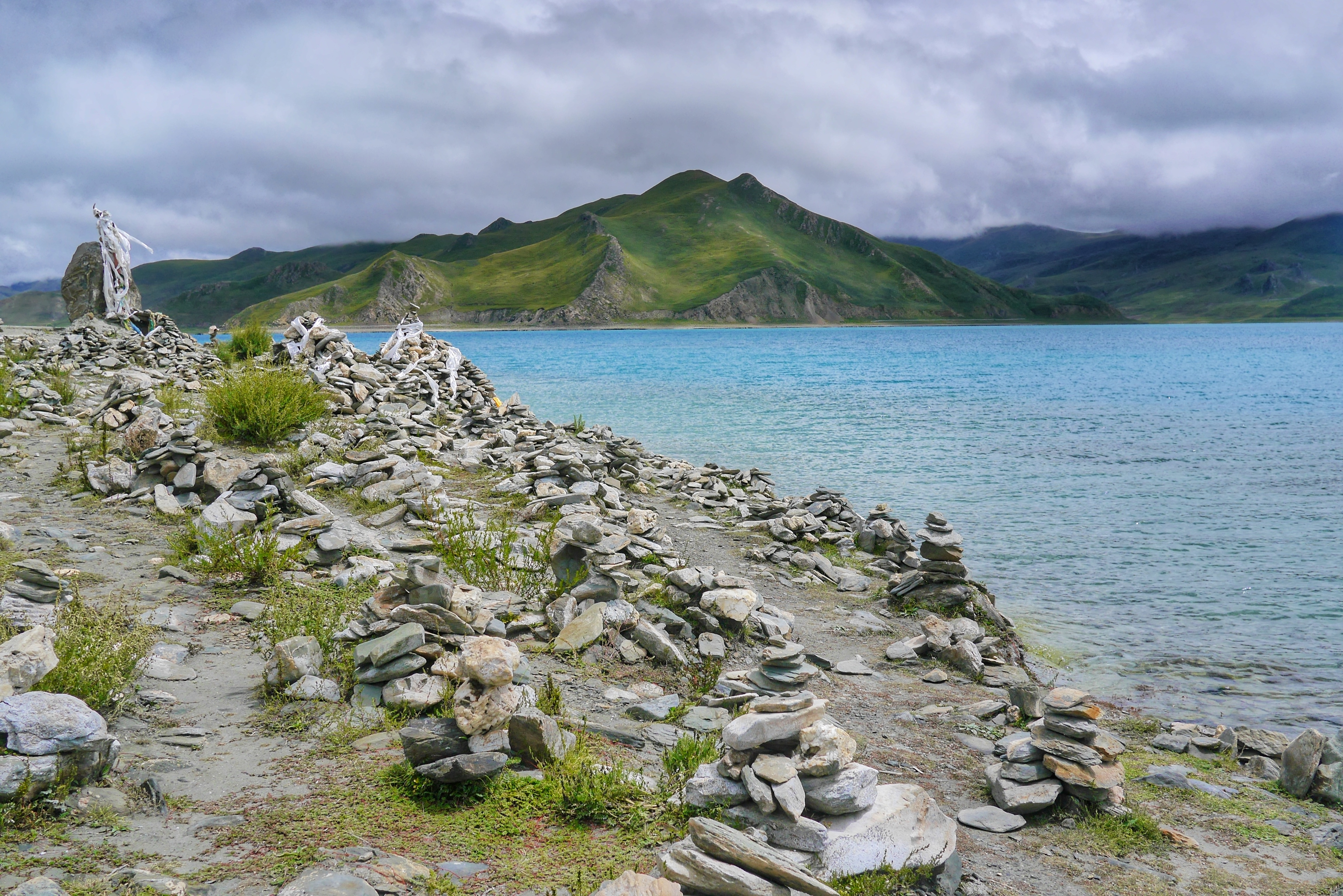
بحيرة يامدروك

يكون الغلاف الجوي جافًا بشدة لمدة تسعة أشهر من العام، ويبلغ متوسط تساقط الثلوج 46 سم (18 بوصة) فقط؛ بسبب تأثير ظل المطر. وتتلقى الممرات الغربية كميات صغيرة من الثلج العذب الجديد كل عام، ولكنها تظل يمكن اجتيازها وقابلة للعبور على مدار السنة. إذ تنتشر درجات الحرارة المنخفضة في جميع أنحاء هذه المناطق الغربية، حيث لا يُخفَفَ الخراب القاتم والكئيب من قِبَل أي نباتات أكبر من الأدغال المنخفضة، وحيث تجتاح الرياح مساحات شاسعة من السهل القاحل دون رادع. وتمارس الرياح الموسمية الهندية بعض التأثير على شرق التبت. وتتعرض منطقة شمال التبت لدرجات حرارة عالية في الصيف وبرودة شديدة في الشتاء.

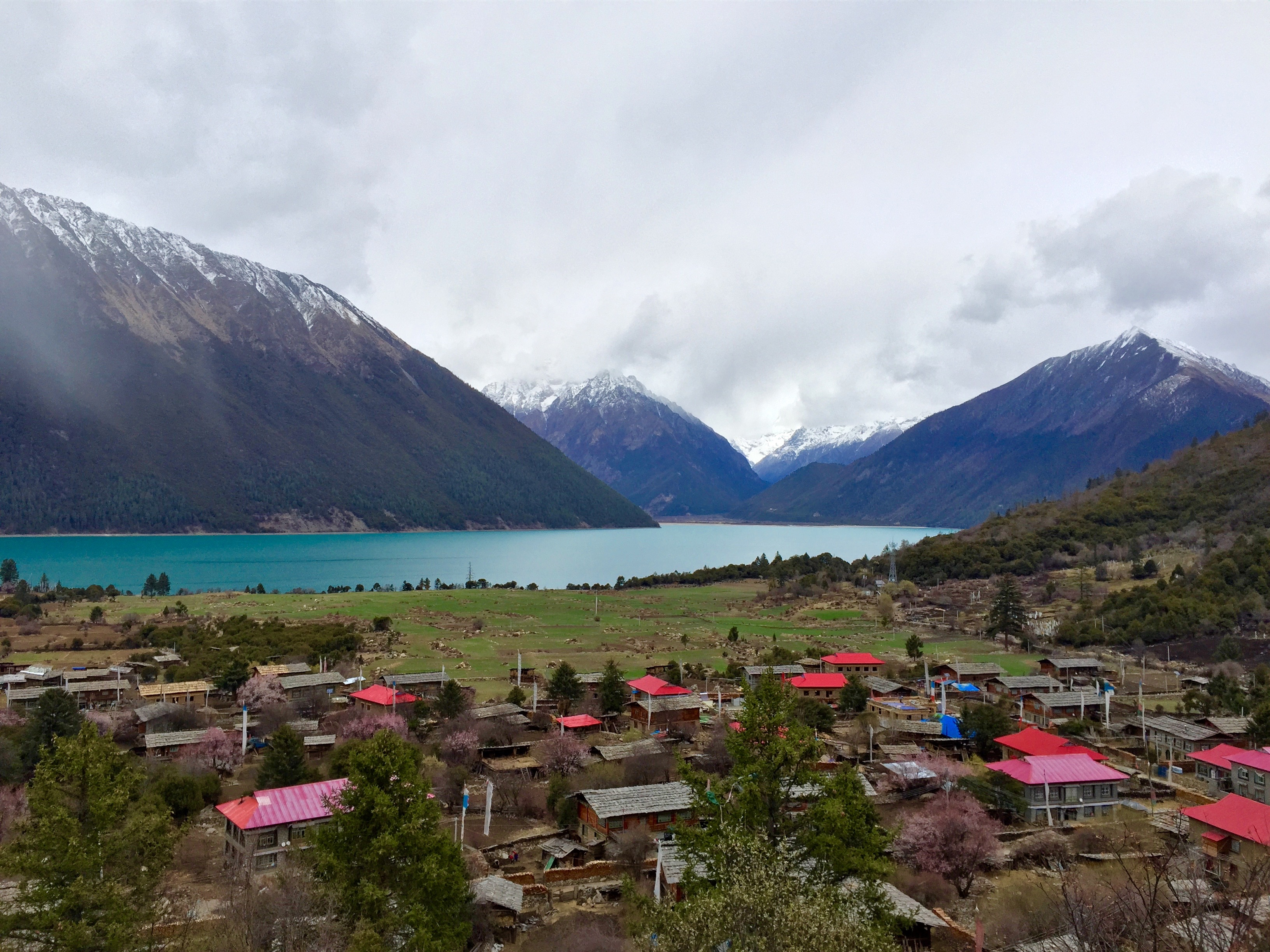
باسوم تسو في مقاطعة قونغبوغيامدا بشرق التبت

تتكون التبت الثقافية من عدة مناطق. وتشمل هذه أمدو (A mdo) في الشمال الشرقي، والتي تعد جزءًا إداريًا من مقاطعات تشينغهاي وقانسو وسيشوان. ويشمل خام (Khams) في الجنوب الشرقي أجزاء من غرب سيتشوان وشمال يوننان وجنوب تشينغهاي والجزء الشرقي من منطقة التبت ذاتية الحكم. وقد غطت يو تسانغ (dBus gTsang) (Ü في الوسط وTsang في الغرب الأوسط وNgari (mNga 'ris) في أقصى الغرب) الجزء الأوسط والغربي من منطقة التبت ذاتية الحكم.
وتمتد التأثيرات الثقافية التبتية إلى الدول المجاورة لبوتان ونيبال ومناطق الهند مثل سيكيم ولاداخ ولاهول وسبيتي وشمال باكستان بالتستان أو بالتي يول بالإضافة إلى مناطق الحكم الذاتي التبتية في المقاطعات الصينية المجاورة.

### المدن والبلدات والقرى
هناك أكثر من 800 مستوطنة في التبت. لاسا هي العاصمة التقليدية للتبت وعاصمة منطقة التبت ذاتية الحكم. وتحتوي على موقعين من مواقع التراث العالمي - قصر بوتالا ونوربولينجكا، اللذان كانا مقرين للدالاي لاما. لاسا تحتوي على عدد من المعابد والأديرة الهامة، بما في ذلك معبد جوخانغ وراموتشي.
شيغاتسي هي ثاني أكبر مدينة في التبت AR غرب لاسا. غيانتسي وقامدو هما أيضا من بين أكبر المدن.
المدن والبلدات الأخرى في التبت الثقافية تشمل شيكوانهي (جار) وناغشو وبامدا وروتوغ ونينغتشي ونيدونغ وكوكين وباركام وساجيا وجيرتسي وبيلبار ولهاتسي وتنغري في سيتشوان كاندينغ (دارتسيدو) في تشينغهاي وجيكوندو (يوشو) وماشين وجولمود في الهند وتاوانج ولياه وجانجتوك وفي باكستان سكاردو وخارمنج وخابلو.

## حكومة التبت
منطقة التبت الوسطى هي منطقة ذات حكم مستقل داخل الصين، أي منطقة التبت ذاتية الحكم. منطقة التبت ذاتية الحكم هي كيان على مستوى المقاطعة تابع لجمهورية الصين الشعبية.
تحكمها حكومة شعبية يقودها رئيس. ولكن في الممارسة العملية يكون الرئيس تابعًا لسكرتير فرع الحزب الشيوعي الصيني. وكمسألة عامة كان الرئيس دائمًا تقريبًا من العرقية التبتية، في حين أن سكرتير الحزب كان دائمًا عرقيًا غير تبتي.

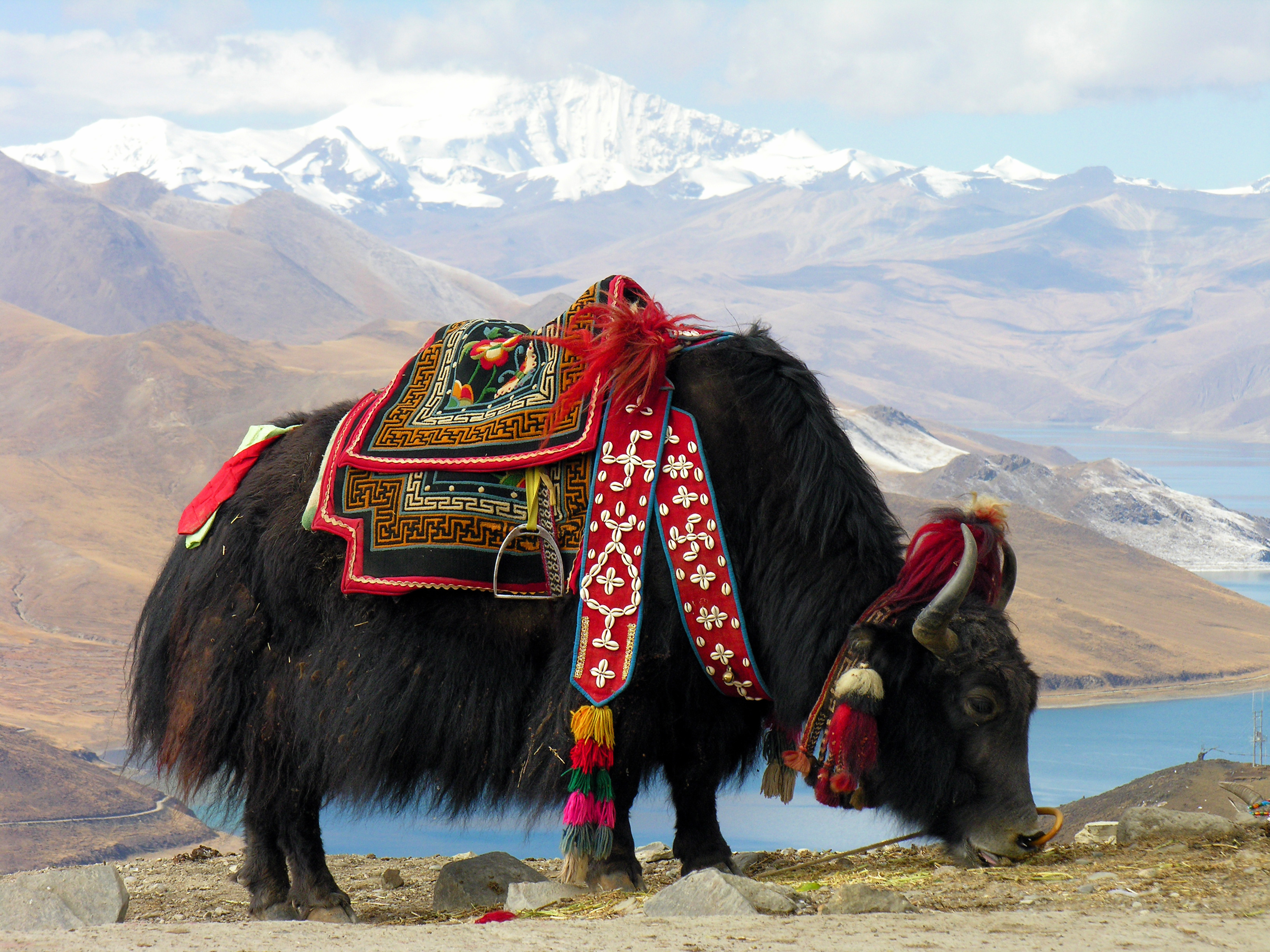
القطاس الأليف التبتي جزء لا يتجزأ من الحياة التبتية

## الاقتصاد
تهيمن زراعة الكفاف على الاقتصاد التبتي. ونظرًا لمحدودية الأراضي الصالحة للزراعة، فإن الاحتلال الأساسي لهضبة التبت هو تربية الماشية مثل الأغنام والماشية والماعز والإبل والياك والدزو والخيول.
المحاصيل الرئيسية المزروعة هي الشعير والقمح والحنطة السوداء والجاودار والبطاطا والفواكه والخضروات المتنوعة. تحتل التبت المرتبة الأدنى بين 31 مقاطعة في الصين على مؤشر التنمية البشرية وفقًا لبيانات برنامج الأمم المتحدة الإنمائي. في السنوات الأخيرة وبسبب الاهتمام المتزايد بالبوذية التبتية، أصبحت السياحة قطاعًا مهمًا بشكل متزايد، ويتم الترويج لها بنشاط من قبل السلطات. تجلب السياحة معظم الدخل من بيع الحرف اليدوية. وتشمل هذه القبعات التبتية والمجوهرات (الفضية والذهبية) والأشياء الخشبية والملابس واللحف والأقمشة والسجاد والسجاد التبتي. تعفي الحكومة الشعبية المركزية التبت من جميع الضرائب وتوفر 90٪ من نفقات حكومة التبت. ومع ذلك يذهب معظم هذا الاستثمار لدفع رواتب العمال المهاجرين الذين لا يستقرون في التبت ويرسلون الكثير من دخلهم إلى مقاطعات أخرى.

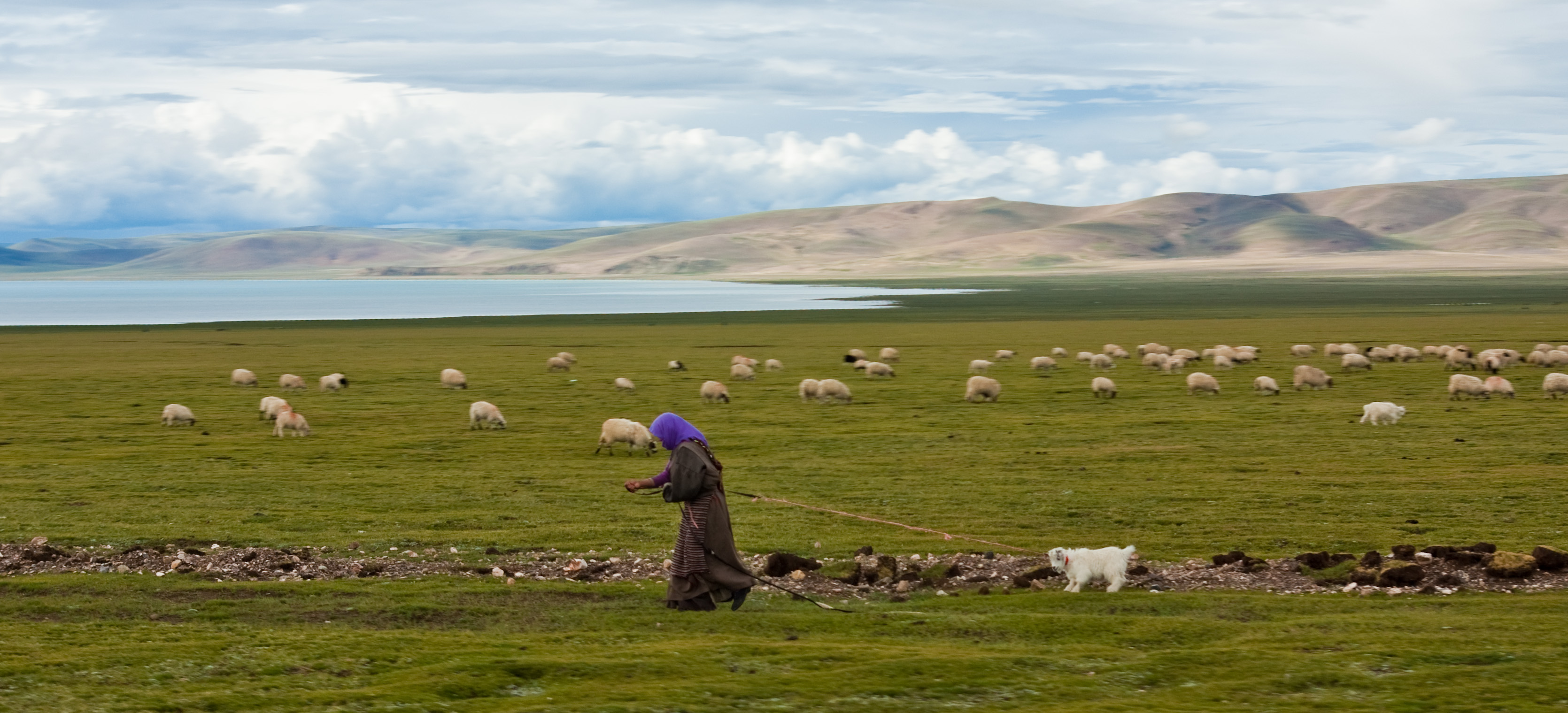
يشكل الرعاة الرُحل حوالي 40 ٪ من السكان التبتيين العرقيين.

يُستمد 40 في المائة من الدخل النقدي الريفي في منطقة التبت ذاتية الحكم من حصاد الفطر أوفيوكورديسيبس سينينسيس (Ophiocordyceps sinensis) (المعروف سابقًا باسم كورديسيبس سينينسيس). المساهمة بما لا يقل عن 1.8 مليار يوان (225 مليون دولار أمريكي) في الناتج المحلي الإجمالي للمنطقة.

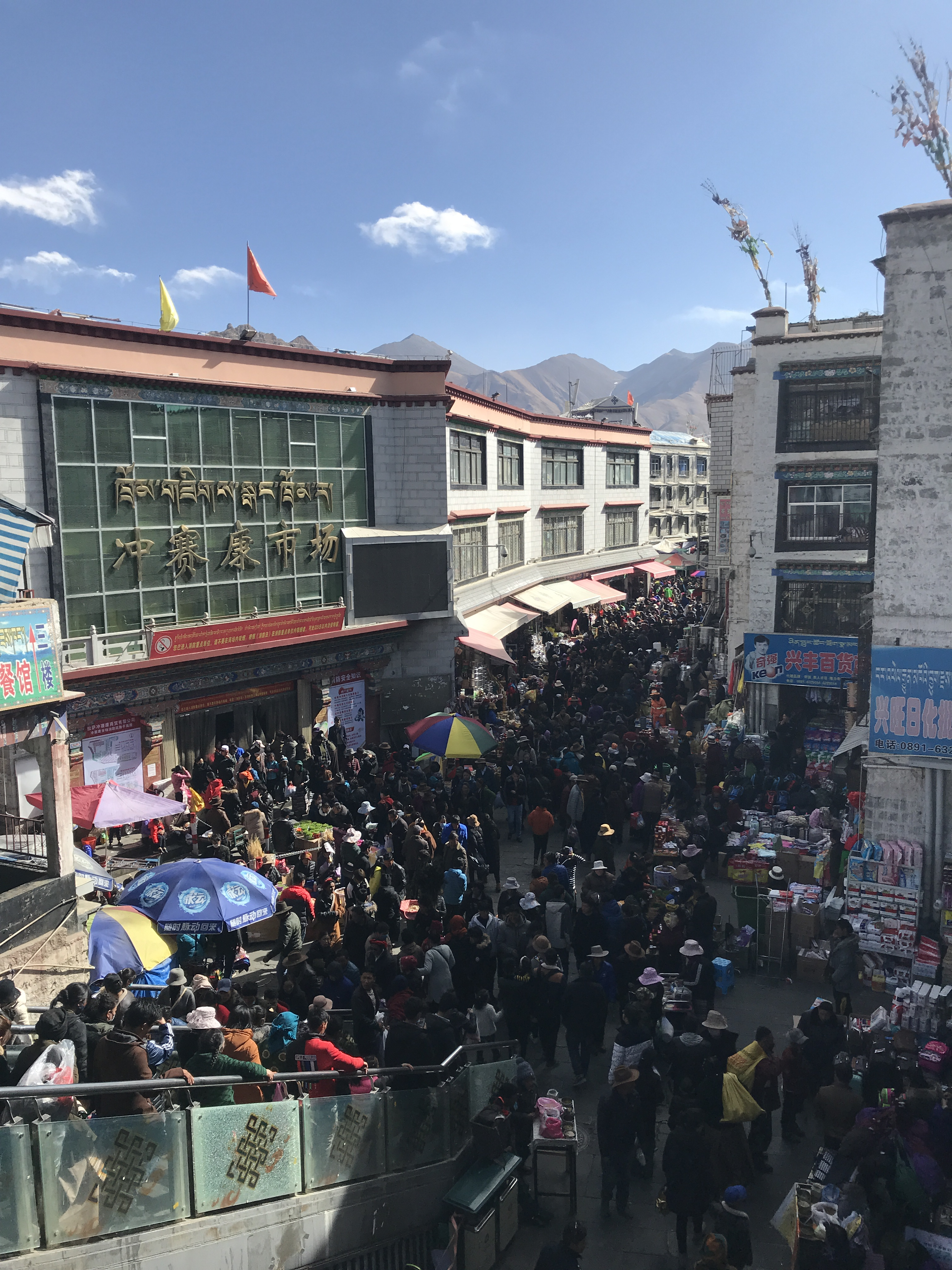
سوق ترومزيخانغ في لاسا

تم افتتاح خط سكة حديد تشينغزانغ الذي يربط منطقة التبت المتمتعة بالحكم الذاتي بمقاطعة تشينغهاي في عام 2006، ولكنه كان مثيرًا للجدل.

## حضارة

### دين

#### البوذية

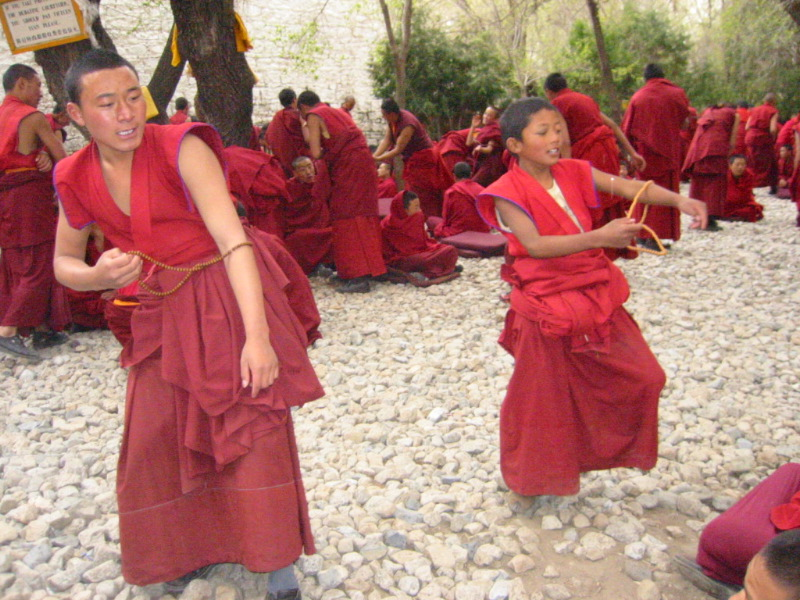
رهبان بوذيون يمارسون المناظرة في دير دريبونغ

الدين مهم للغاية بالنسبة للتبتيين وله تأثير قوي على جميع جوانب حياتهم. بون هي الديانة الأصلية للتبت، ولكن طغت عليها تقريبًا البوذية التبتية، وهي شكل مميز من الماهايانا وفاجرايانا، والتي تم إدخالها إلى التبت من التقاليد البوذية السنسكريتية في شمال الهند. تمارس البوذية التبتية ليس فقط في التبت ولكن أيضًا في منغوليا، وأجزاء من شمال الهند، وجمهورية بوريات، وجمهورية توفا، وفي جمهورية كالميكيا وبعض الأجزاء الأخرى من الصين. خلال الثورة الثقافية في الصين، تم نهب وتدمير جميع أديرة التبت تقريبًا من قبل الحرس الأحمر. بدأت بعض الأديرة في إعادة البناء منذ الثمانينيات (بدعم محدود من الحكومة الصينية) وتم منح قدر أكبر من الحرية الدينية - رغم أنها لا تزال محدودة. عاد الرهبان إلى الأديرة عبر التبت واستؤنف التعليم الرهباني على الرغم من أن عدد الرهبان المفروض عليهم محدود للغاية.

#### المسيحية
أول المسيحيين الذين تم توثيق وصولهم إلى التبت هم النساطرة، الذين تم العثور على بقايا ونقوش مختلفة في التبت. كانوا أيضًا حاضرين في المعسكر الإمبراطوري لـ Möngke Khan في Shira Ordo ، حيث تناقشوا عام 1256 مع Karma Pakshi (1204 / 6-83)، رئيس نظام كارما كاغيو. [97] [98] التقى ديسيديري، الذي وصل إلى لاسا عام 1716، بالتجار الأرمن والروس.
وصل اليسوعيون والكبوشيين الرومان الكاثوليك من أوروبا في القرنين السابع عشر والثامن عشر. وصل المبشرون البرتغاليون اليسوعي الأب أنطونيو دي أندرادي والأخ مانويل ماركيز لأول مرة إلى مملكة جيلو في غرب التبت عام 1624 ورحبت بهم العائلة المالكة التي سمحت لهم ببناء كنيسة فيما بعد. [100] [101] بحلول عام 1627، كان هناك حوالي مائة من المتحولين المحليين في مملكة Guge. في وقت لاحق، تم تقديم المسيحية إلى رودوك ولداخ وتسانغ ورحب بها حاكم مملكة تسانغ، حيث أسس أندرادي ورفاقه موقعًا يسوعيًا في شيغاتسي عام 1626.

#### الإسلام

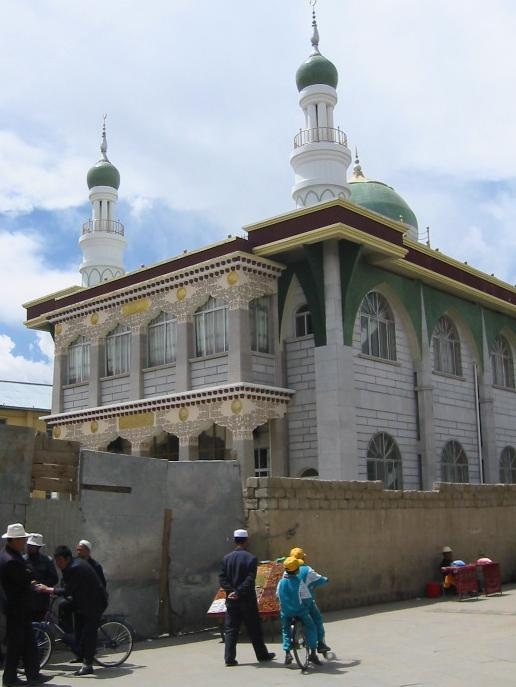
مسجد لاسا الكبير

يعيش المسلمون في التبت منذ القرن الثامن أو التاسع. في المدن التبتية، توجد مجتمعات صغيرة من المسلمين، تُعرف باسم Kachee (Kache)، الذين يتتبعون أصولهم إلى المهاجرين من ثلاث مناطق رئيسية: كشمير (Kachee Yul في التبت القديمة)، Ladakh ودول آسيا الوسطى التركية. كما جاء النفوذ الإسلامي في التبت من بلاد فارس. صوفي مسلم سيد علي حمداني بشر شعب بالتستان، التي كانت تعرف آنذاك بالتبت الصغيرة. الذي أصبح السبب الرئيسي للانفصال الثقافي لشعب بالتستان عن التيار الرئيسي في التبت. بعد عام 1959، تقدمت مجموعة من مسلمي التبت بدعوى للجنسية الهندية بناءً على جذورهم التاريخية لكشمير وأعلنت الحكومة الهندية أن جميع مسلمي التبت مواطنين هنود في وقت لاحق من ذلك العام. تشمل المجموعات العرقية المسلمة الأخرى التي سكنت التبت منذ فترة طويلة هوي وسالار ودونغشيانغ وبونان. هناك أيضًا مجتمع مسلم صيني راسخ (gya kachee)، يعود أصله إلى مجموعة Hui العرقية في الصين.

### الفن التبتي
ترتبط التمثيلات الفنية التبتية ارتباطًا جوهريًا بالبوذية التبتية وعادة ما تصور الآلهة أو أشكال مختلفة من بوذا في أشكال مختلفة من التماثيل والأضرحة البوذية البرونزية، إلى لوحات تانغكا الملونة للغاية والماندالا.

### هندسة معمارية
تحتوي العمارة التبتية على تأثيرات صينية وهندية، وتعكس نهجًا بوذيًا عميقًا. يمكن رؤية العجلة البوذية، جنبًا إلى جنب مع اثنين من التنانين، في كل غومبا تقريبًا في التبت. يمكن أن يختلف تصميم Chörtens التبتية، من الجدران الدائرية في خام إلى الجدران المربعة ذات الجوانب الأربعة في لاداخ.
الميزة الأكثر تميزًا للعمارة التبتية هي أن العديد من المنازل والأديرة مبنية على مواقع مرتفعة مشمسة تواجه الجنوب ، وغالبًا ما تكون مصنوعة من مزيج من الصخور والخشب والأسمنت والأرض. يتوفر القليل من الوقود للتدفئة أو الإضاءة ، لذلك تم بناء الأسقف المسطحة للحفاظ على الحرارة ، ويتم إنشاء العديد من النوافذ للسماح بدخول ضوء الشمس. عادة ما تنحدر الجدران إلى الداخل عند 10 درجات كإجراء احترازي ضد الزلازل المتكررة في هذه المنطقة الجبلية.
يعد قصر بوتالا، الذي يبلغ ارتفاعه 117 مترًا (384 قدمًا) وعرضه 360 مترًا (1180 قدمًا)، أهم مثال على العمارة التبتية. كان في السابق مقر إقامة الدالاي لاما، ويحتوي على أكثر من ألف غرفة في ثلاثة عشر طابقًا ، ويضم صورًا للدالاي لاما الماضية وتماثيل بوذا. وهي مقسمة بين القصر الأبيض الخارجي ، الذي يعمل بمثابة الأحياء الإدارية ، والأحياء الحمراء الداخلية ، التي تضم قاعة تجميع لاماس ، وكنائس صغيرة ، و 10000 مزار ، ومكتبة واسعة من الكتب البوذية المقدسة. يعد قصر بوتالا أحد مواقع التراث العالمي ، وكذلك نوربولينجكا، المقر الصيفي السابق للدالاي لاما.

### موسيقى
تعكس موسيقى التبت التراث الثقافي للمنطقة العابرة لجبال الهيمالايا ، والتي تتمركز في التبت ولكنها معروفة أيضًا في أي مكان توجد فيه الجماعات التبتية العرقية في الهند وبوتان ونيبال وخارجها. أولاً وقبل كل شيء ، الموسيقى التبتية هي موسيقى دينية ، تعكس التأثير العميق للبوذية التبتية على الثقافة.

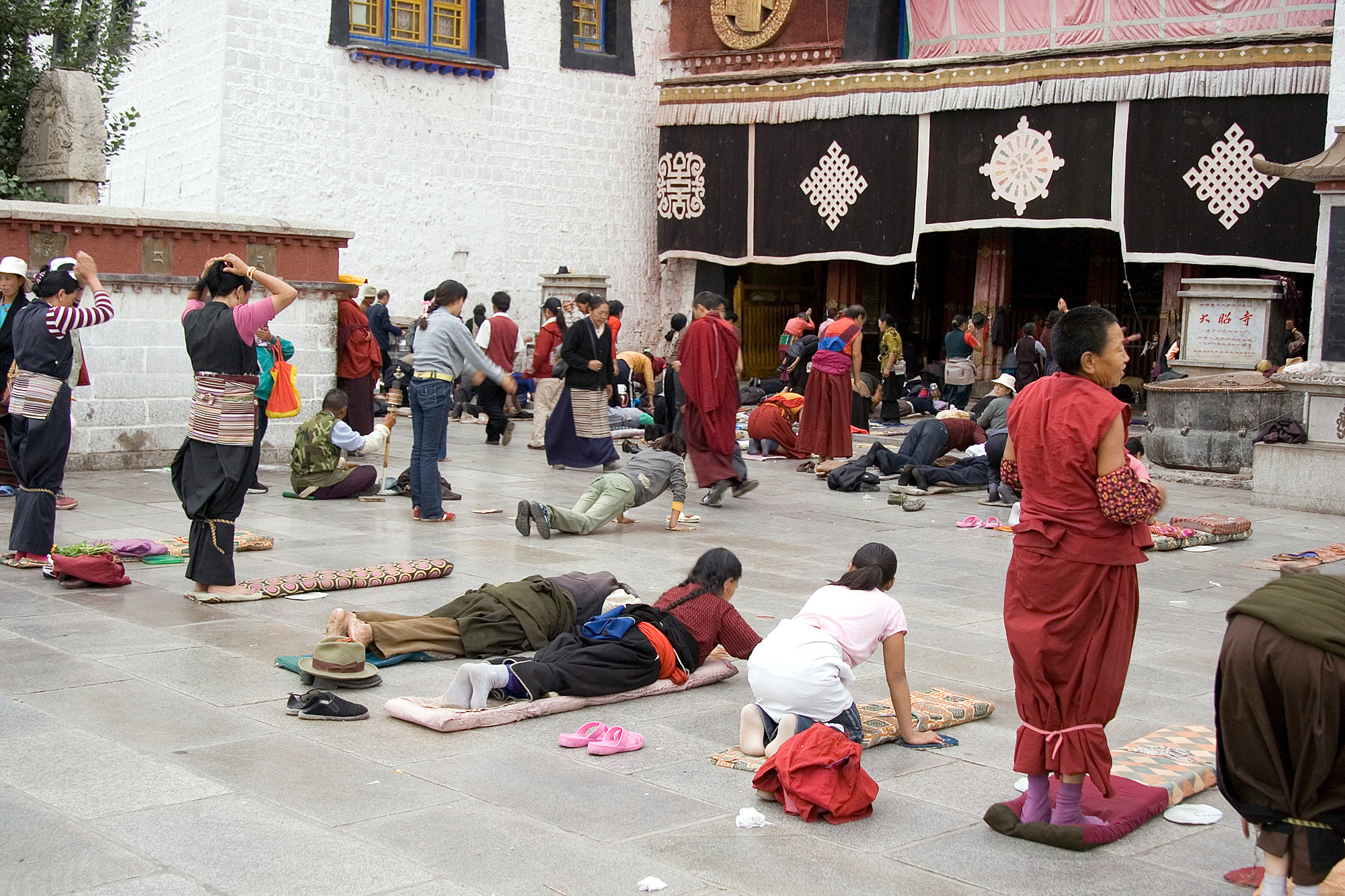
عيد صلاة مونلام

غالبًا ما تتضمن الموسيقى التبتية الترديد باللغة التبتية أو السنسكريتية ، كجزء لا يتجزأ من الدين. هذه الترانيم معقدة ، وغالبًا ما تكون تلاوات للنصوص المقدسة أو للاحتفال بمهرجانات مختلفة. ترديد اليانغ ، الذي يتم إجراؤه بدون توقيت متري ، مصحوب بأسطوانات رنانة ومقاطع منخفضة ومستمرة. تشمل الأساليب الأخرى تلك الفريدة من نوعها في مختلف مدارس البوذية التبتية ، مثل الموسيقى الكلاسيكية لمدرسة جيلوغبا الشعبية ، والموسيقى الرومانسية لمدارس نينغمابا وساكيابا وكاجيوبا.
تحظى موسيقى الرقص Nangma بشعبية خاصة في بارات الكاريوكي في وسط التبت الحضري ، لاسا. شكل آخر من أشكال الموسيقى الشعبية هو أسلوب الغار الكلاسيكي ، والذي يتم تأديته في الطقوس والاحتفالات. لو هي نوع من الأغاني التي تتميز بالاهتزازات المزمنة والنغمات العالية.

### المهرجانات

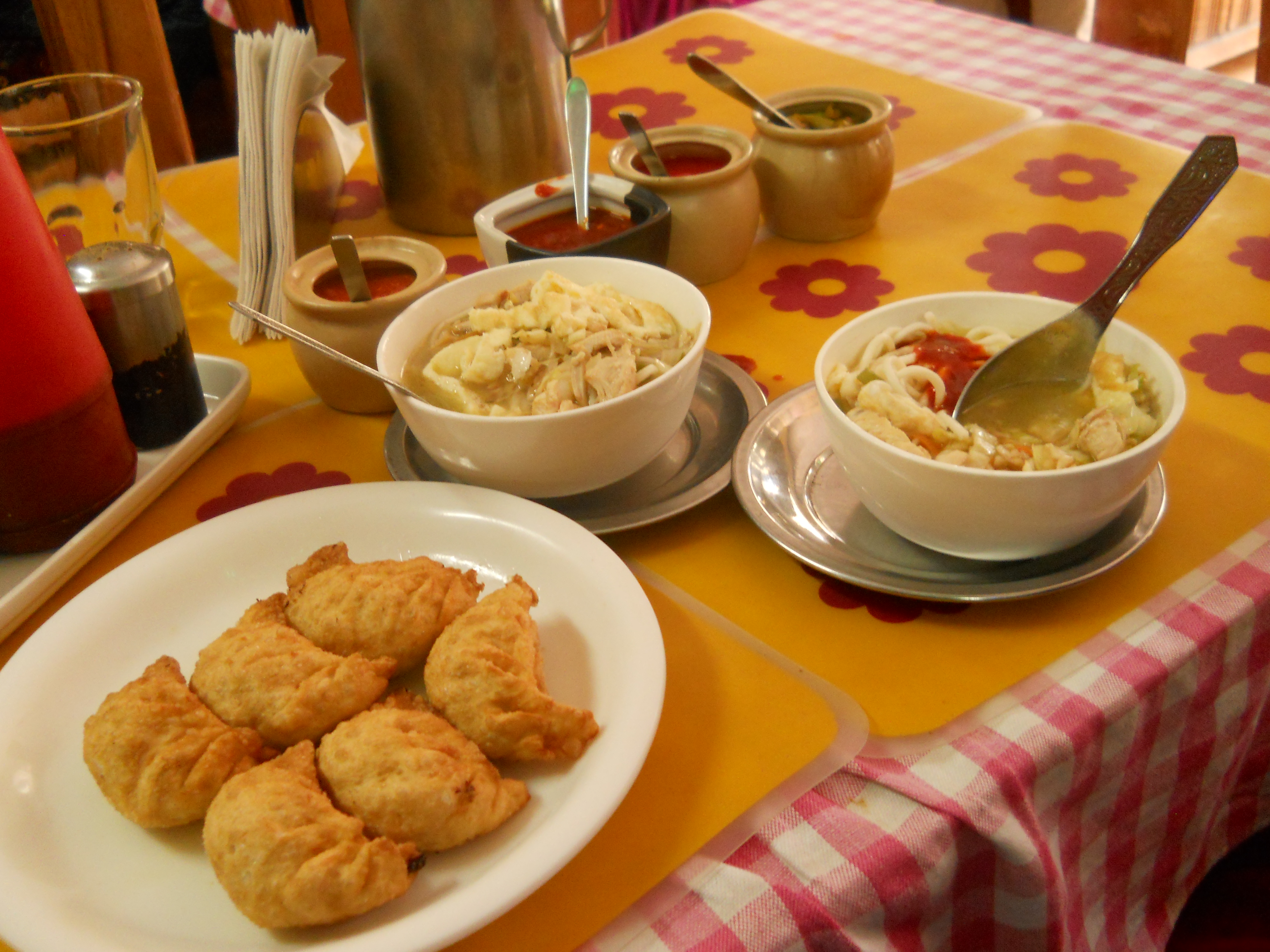
ثوكبا مع مومو - أسلوب التبت

التبت لها أعياد مختلفة ، العديد منها لعبادة بوذا ، والتي تقام على مدار العام. لوسار هو عيد رأس السنة التبتية. تتجلى الاستعدادات للحدث الاحتفالي من خلال العروض الخاصة لآلهة الأضرحة العائلية ، والأبواب المطلية برموز دينية ، وغيرها من الأعمال المضنية التي تم القيام بها للتحضير لهذا الحدث. التبتيون يأكلون جوثوك (حساء الشعير بالحشوة) ليلة رأس السنة مع عائلاتهم. يتبع مهرجان صلاة مونلام في الشهر الأول من التقويم التبتي ، ويقع بين اليوم الرابع والحادي عشر من الشهر التبتي الأول. وهي تنطوي على الرقص والمشاركة في الأحداث الرياضية ، وكذلك مشاركة النزهات. تم إنشاء هذا الحدث في عام 1049 من قبل Tsong Khapa ، مؤسس Dalai Lama و Panchen Lama's Order.

### أطباق
أهم محصول في التبت هو الشعير ، والعجين المصنوع من دقيق الشعير - يسمى تسامبا - هو الغذاء الأساسي في التبت. يتم لف هذا إما في المعكرونة أو صنع الزلابية على البخار تسمى موموس. من المحتمل أن تكون أطباق اللحوم من الياك أو الماعز أو لحم الضأن ، وغالبًا ما تكون مجففة أو مطبوخة في يخنة حارة مع البطاطس. تُزرع بذور الخردل في التبت ، وبالتالي فهي تتميز بكثرة في مطبخها. غالبًا ما يتم تناول زبادي الياك والزبدة والجبن ، ويعتبر الزبادي المحضر جيدًا من العناصر المرموقة. شاي الزبدة مشروب شهير للغاية.

## وصلات خارجية
- التبت من موقع قناة الصين العربية معلومات مفصله شاملة
- ملف شامل عن التبت في موقع شبكه الصين العربية
- الموقع الرسمي لإدارة التبت المركزية باللغة العربية